# Saison 2013-2014 du FC Metz
Maillots
Dernière mise à jour : 28 octobre 2013.
Chronologie
Saison précédente Saison suivante
Le FC Metz joue lors de la saison 2013-2014, en Ligue 2. Cette saison voit le club s'engager dans trois compétitions que sont la Ligue 2, la Coupe de France et la Coupe de la Ligue. Pourtant promu de National, les messins remportent le championnat à la fin de la saison et retrouvent la Ligue 1 six saisons après l'avoir quittée pour la saison 2014-2015.

## Historique
Au mercato estival 2013, le club enregistre l'arrivée de Nicolas Fauvergue prêté par Reims (Ligue 1) pour toute la saison, le transfert de Jérémy Choplin (28 ans) en provenance du SC Bastia (Ligue 1), les retours de Romain Rocchi, après avoir joué en Moselle trois saisons entre 2008 et 2010, et de Sylvain Marchal, après six saisons joués à Metz entre 1998 et 2005 et enfin le transfert du jeune bissau-guinéen, Luciano Teixeira (19 ans) en provenance de la réserve du Benfica Lisbonne. 
Parti pour jouer le maintien, la saison de Ligue 2 2013-2014 commence par une victoire 1-0 à domicile à l'arraché face à Laval grâce à un but de Bussmann dans les derniers instants du match. S'ensuit une élimination en Coupe de la Ligue dès le premier tour à Caen (2-0). Après un bon début de championnat pour un promu, le FC Metz dispute son premier derby lorrain depuis six ans dans un stade Saint Symphorien complet face à son rival, l'AS Nancy-Lorraine, tout juste relégué de Ligue 1 et s'impose sans appel sur le score de 3-0. Après la défaite à Lens (3-2) lors de la journée suivante, les grenats réalisent un record historique en remportant sept victoires consécutives qui est une première dans l'histoire du club et prendront même la tête du championnat en s'imposant à la maison lors de la douzième journée contre Angers (leader avant la rencontre) pour une victoire de 1-0. Le club mosellan est alors un sérieux prétendant à la montée en Ligue 1 après avoir battu la majorité des favoris pour la montée (SM Caen, Stade brestois 29, Angers SCO, AS Nancy-Lorraine). Entre-temps en Coupe de France, Metz entre au septième tour pour affronter le CSO Amnéville (CFA 2) dans un "mini derby" et est tenu en échec (1-1) avant de s'imposer aux tirs au but (4-5). Coup dur pour les grenats qui perdent Thibaut Bourgeois pour la saison sur une grave blessure (rupture des ligaments croisés) lors d'un entrainement avant le match contre l'AJ Auxerre (victoire 3-0). Malheureusement, les messins chuteront au tour suivant de la Coupe de France en s’inclinant à Créteil (0-1) avec un effectif très remanié en vue du déplacement difficile à Tours où ils s'inclineront lourdement 4-2. Ils réagiront rapidement la journée suivante en battant Troyes (1-0) à domicile juste avant la trêve hivernale. Cette génération de très jeunes joueurs venant du centre de formations, au talent indéniable, encadrés par d'anciens messins d’expérience, fait du FC Metz un club très dangereux, qui continue sur sa lancée de National. 
Le club termine champion d'automne avec 40 points, soit sept de plus que ses deux principaux rivaux, Angers SCO (2e) et RC Lens (3e) et neuf points sur le quatrième, AS Nancy-Lorraine. 
Au mercato hivernal, le club enregistre les transferts du brésilien Eduardo âgé de 33 ans en provenance de l'AC Ajaccio, pensionnaire de Ligue 1 ainsi que celui du jeune Thibaut Vion (20 ans), vainqueur du mondial des moins de 20 ans avec la France en 2013, formé au club entre 2002 et 2011, qui a passé la première partie de saison avec l'équipe réserve du FC Porto pour un contrat de quatre ans et demi. 
À l'image de la fin d'année 2013 laborieuse, les grenats commencent mal l'année 2014 en enchaînant quatre matchs sans victoire, dont deux défaites. Heureusement, ils se rattrapent rapidement lors d'une victoire à domicile face à Caen (2-1) en février mais l'écart avec le quatrième diminue. Metz est donc de plus en plus mis sous pression par ses concurrents directs à la montée mais après un match nul encourageant ramené de Nîmes (0-0) et une victoire à la maison face à Clermont (1-0), les protégés d'Albert Cartier se rendent à Marcel Picot pour le match retour face à l'AS Nancy-Lorraine et s'imposent 1-0 grâce à Diafra Sakho, alors meilleur buteur de Ligue 2. Le FC Metz remporte donc les deux derby de la saison. Cette série de quatre matchs redonne aux Grenats 10 points d'avance sur le 4e avant de recevoir Lens, concurrent direct pour la montée, la semaine suivante. Malheureusement, les messins s'inclinent à Saint-Symphorien pour la première fois de la saison contre les Sang et or (0-1) et se rattrapent néanmoins au match suivant en s'imposant 1-0 à Châteauroux grâce à Eduardo qui inscrit son premier but sous le maillot grenat à la suite d'une très belle combinaison sur corner. À l'issue de cette rencontre, Metz reprend dix points d'avance sur le quatrième et Lens, alors deuxième, reste à trois longueurs et est poussé à cinq points lors de la journée suivante à la suite de la victoire à domicile contre Brest (1-0) grâce à un bijou de Yeni N'Gbakoto qui récidive la semaine suivante à Angers pour ramener le point du match nul (2-2) du Pays de la Loire. Lors de la 31e journée, après la défaite de Lens à Caen (1-0), les grenats reçoivent le premier non relégable, Istres, et s’imposent 2-1 grâce à un doublé de l'inarrêtable N'Gbakoto alors qu'ils étaient menés. Après deux victoires de rangs, Metz enregistre un bon résultat en déplacement à Dijon (2-2) face à une équipe très poussive, qui devait s'imposer pour croire en la montée, Sakho réalise un doublé en égalisant à la 91e minute et rejoint Bekamenga (Laval) et l'ancien messin Duhamel (Caen) en tête du classement des buteurs avec 18 réalisations. Ensuite, c'est la lanterne rouge, le CA Bastia, qui est accueilli en Lorraine pour une victoire messine 1-0 grâce à un but de Kevin Lejeune.
C'est le samedi 26 avril 2014, lors de la 34e journée, que le FC Metz officialise sa montée en Ligue 1 pour la saison 2014-2015 après six années d'absence dans l'élite du football français après sa belle victoire 3-0 à Auxerre au stade de Stade de l'Abbé-Deschamps face à l'AJA (Bussmann, N'Gbakoto et Sakho sont les buteurs messins) avec environ 800 supporters qui ont fait le déplacement en Bourgogne pour l'occasion. La veille, le RC Lens et l'AS Nancy-Lorraine s'étaient neutralisés à Bollaert (1-1) et Metz compte désormais dix longueurs d'avance sur leur dauphin lensois. Il ne reste qu'une victoire pour fêter le titre mais à domicile contre Tours, le messins sont neutralisés (1-1) et c'est le mardi 6 mai, après une victoire (0-1) à Troyes qu'ils sont officiellement sacrés champions de France de Ligue 2 2014. C'est le vendredi suivant avec une belle victoire 3-0 à Saint-Symphorien contre La Havre qu'ils fêtent ce titre avec leurs supporters qui ont rempli tout le stade, à guichets fermés avant le début de la rencontre. La fête s'est terminée avec un très beau feu d'artifice depuis le rond central. Ils iront chercher un ultime point à Laval (0-0) lors de la dernière journée de championnat.
Le FC Metz finit donc sa saison sur le trône de la Ligue 2 avec 76 points et retrouve l'élite six saisons après alors qu'en début de saison, l'objectif était de se maintenir en Ligue 2. C'est le RC Lens (65 points) et le SM Caen (64 points) qui complètent le podium et qui accompagnent donc les grenats en Ligue 1.

## Avant-saison

### Objectif du club
Le club s'est reconstruit durant la saison 2012-2013 en National, il est remonté en Ligue 2 au terme de la saison, et a maintenant pour but le maintien dans sa nouvelle division.
À la mi-saison, le club, honoré d'un titre de champion d'Automne, change ses objectifs qui deviennent : la remontée en Ligue 1.

### Matchs amicaux
| Date                     | Lieu                        | Adversaire         | Score |
| ------------------------ | --------------------------- | ------------------ | ----- |
| Vendredi 28 juin 2013    | Metz - Stade Emile Weinberg | APM Metz           | V 2-1 |
| Dimanche 7 juillet 2013  | Eugendorf                   | Red Bull Salzbourg | D 0-3 |
| Samedi 13 juillet 2013   | Sarrebourg                  | SR Colmar          | V 1-0 |
| Mercredi 17 juillet 2013 | Romilly-sur-Seine           | ESTAC Troyes       | D 0-3 |
| Samedi 20 juillet 2013   | Luxeuil-les-Bains           | AJ Auxerre         | V 4-0 |
| Mardi 23 juillet 2013    | Ciney                       | Anderlecht         | N 1-1 |
| Samedi 27 juillet 2013   | Metz - Saint-Symphorien     | FC Lorient         | V 1-0 |

### Sponsors / Partenaires
Pour la troisième année consécutive (dernière année, si le contrat n'est pas prolongé), le FC Metz travaille aux côtés de Nike, son équipementier. Par rapport à la saison précédente, le club a gardé les mêmes sponsors et principaux partenaires.
- Nike : Équipementier principal
- Volvo Theobald Trucks : Sponsor maillot principal
- Les matériaux CMPM : Sponsor maillot secondaire
- Bigben Interactive
- Leclerc Moselle
- Tree Top
- Le Républicain lorrain
- Conseil Général de la Moselle
- La Région Lorraine

## Palmarès
- A = Champions d'Automne de Ligue 2
- A = Promotion en Ligue 1

## Transferts
| Été                  |                                  |                                                     |                              |
| Nom                  | Nationalité                      | Provenance/Destination                              | Division                     |
| Arrivées             |                                  |                                                     |                              |
| Romain Rocchi        | France                           | AC Arles-Avignon                                    | Ligue 2                      |
| Luciano Teixeira     | Guinée-Bissau                    | Benfica Lisbonne B                                  | Liga Orangina                |
| Ali Bamba            | Côte d'Ivoire                    | Le Mans FC (64 k€)                                  | Ligue 2                      |
| Johann Carrasso      | France                           | Stade rennais                                       | Ligue 1                      |
| Sylvain Marchal      | France                           | SC Bastia                                           | Ligue 1                      |
| Jérémy Choplin       | France                           | SC Bastia                                           | Ligue 1                      |
| Kwame N'Sor          | Ghana                            | 1. FC Kaiserslautern                                | 2. Bundesliga                |
| Lancina Karim Konaté | Niger                            | Al-Ittihad                                          | Libyan Premier League        |
| Joey Millimono       | Guinée                           | Le Mans FC                                          | Ligue 2                      |
| Luka Mladenovic      | France                           | CO Boulogne-Billancourt                             | Ligue de Paris Île-de-France |
| Axel Joubert         | France                           | Girondins de Bordeaux                               | Ligue 1                      |
| Remy Lahaye          | France                           | FC Nantes                                           | Ligue 2                      |
| Ame Sylla            | Sénégal                          | Génération Foot                                     | Championnat National 3       |
| Samba Gueye          | Sénégal                          | Génération Foot                                     | Championnat National 3       |
| Prêts                |                                  |                                                     |                              |
| Yves Angani          | République démocratique du Congo | FC System Kinshasa                                  | Linafoot                     |
| Nicolas Fauvergue    | France                           | Stade de Reims                                      | Ligue 1                      |
| Staff                |                                  |                                                     |                              |
| Geoffrey Valenne     | France                           | Standard de Liège                                   | Jupiler Pro League           |
| Départs              |                                  |                                                     |                              |
| Olivier Kemen        | France                           | Newcastle (800 k€)                                  | Barclays Premier League      |
| Younes Bnou Marzouk  | Maroc                            | Juventus (500 k€)                                   | Série A                      |
| Emir Bijelic         | Luxembourg                       | Aston Villa                                         | Barclays Premier League      |
| Fins de Contrat      |                                  |                                                     |                              |
| Yohan Croizet        | France                           | RE Virton                                           | Belgacom League              |
| Bruno Cirillo        | Italie                           | Libre                                               | Aucune                       |
| Olivier Cassan       | France                           | Libre                                               | Aucune                       |
| Guillaume Cappa      | France                           | Libre                                               | Aucune                       |
| Albert Baning        | Cameroun                         | Libre                                               | Aucune                       |
| Jordan Coignard      | France                           | SAS Épinal                                          | CFA - Groupe B               |
| Prêts                |                                  |                                                     |                              |
| Alhassane Keita      | Guinée                           | USBCO Boulogne                                      | National                     |
| Samy Kehli           | France                           | RE Virton                                           | Belgacom League              |
| Servan Tastan        | 'Turquie '                       | Karşıyaka SK                                        | PTT 1.Lig                    |
| Retraite             |                                  |                                                     |                              |
| Grégory Proment      | France                           | Stade Malherbe Caen (entraîneur de l'équipe junior) | Ligue 2                      |

| Hiver        |               |                        |                         |
| Nom          | Nationalité   | Provenance/Destination | Division                |
| Arrivées     |               |                        |                         |
| Fadil Sido   | Burkina Faso  | Le Mans FC             | DH - Maine              |
| Emir Bijelic | Luxembourg    | Aston Villa            | Barclays Premier League |
| Thibaut Vion | France        | FC Porto               | Liga ZON Sagres         |
| Eduardo      | Brésil        | AC Ajaccio             | Ligue 1                 |
| Départs      |               |                        |                         |
| Prêts        |               |                        |                         |
| Ali Bamba    | Côte d'Ivoire | RC Strasbourg          | National                |
| Michel Lê    | Viêt Nam      | AS Cherbourg           | CFA - Groupe D          |
| Moussa Gueye | Sénégal       | Académica Coimbra      | Liga ZON Sagres         |

## Effectif pour la saison

### Joueurs prêtés
| N° | Nat.                                            | Poste | Nom du joueur                                                                          |
| -- | ----------------------------------------------- | ----- | -------------------------------------------------------------------------------------- |
| 2  | Drapeau de la Côte d'Ivoire                     | D     | Ali Bamba (en prêt au RC Strasbourg jusqu'au 30 juin 2014 = 10 matchs / 1 but)         |
| 19 | Drapeau de la République socialiste du Viêt Nam | D     | Michel Lê (en prêt au AS Cherbourg jusqu'au 30 juin 2014 = 11 matchs / 1 but)          |
| 11 | Drapeau de la France                            | M     | Samy Kehli (en prêt au RE Virton jusqu'au 30 juin 2014 = 18 matchs / 7 buts)           |
| 34 | Drapeau de la Turquie                           | M     | Şervan Taştan (en prêt au Karşıyaka SK jusqu'au 30 juin 2014 = 14 matchs)              |
| 2  | Drapeau de la Guinée                            | A     | Alhassane Keita (en prêt au US Boulogne CO jusqu'au 30 juin 2014 = 26 matchs / 6 buts) |
| 9  | Drapeau du Sénégal                              | A     | Moussa Gueye (en prêt au Académica Coimbra jusqu'au 30 juin 2014 = 9 matchs / 2 buts)  |

## Statistiques de l'effectif
| Joueur               | Championnat | Championnat | Championnat | Championnat | Championnat  | Coupe de France | Coupe de France | Coupe de France | Coupe de France | Coupe de France | Coupe de la Ligue | Coupe de la Ligue | Coupe de la Ligue | Coupe de la Ligue | Coupe de la Ligue | Total | Total       | Total       | Total  | Total        |
| Joueur               | M           | But inscrit | Carton bleu | Averti      | Carton rouge | M               | But inscrit     | Carton bleu     | Averti          | Carton rouge    | M                 | But inscrit       | Carton bleu       | Averti            | Carton rouge      | M     | But inscrit | Carton bleu | Averti | Carton rouge |
| -------------------- | ----------- | ----------- | ----------- | ----------- | ------------ | --------------- | --------------- | --------------- | --------------- | --------------- | ----------------- | ----------------- | ----------------- | ----------------- | ----------------- | ----- | ----------- | ----------- | ------ | ------------ |
| Johann Carrasso      | 16          | 0           | 0           | 1           | 0            | 0               | 0               | 0               | 0               | 0               | 0                 | 0                 | 0                 | 0                 | 0                 | 16    | 0           | 0           | 1      | 0            |
| Anthony M'Fa Mezui   | 3           | 0           | 0           | 0           | 0            | 2               | 0               | 0               | 0               | 0               | 1                 | 0                 | 0                 | 0                 | 0                 | 6     | 0           | 0           | 0      | 0            |
| Thomas Didillon      | 0           | 0           | 0           | 0           | 0            | 0               | 0               | 0               | 0               | 0               | 0                 | 0                 | 0                 | 0                 | 0                 | 0     | 0           | 0           | 0      | 0            |
| Romain Inez          | 5           | 0           | 0           | 1           | 0            | 2               | 0               | 0               | 1               | 0               | 1                 | 0                 | 0                 | 0                 | 0                 | 8     | 0           | 0           | 2      | 0            |
| Sylvain Marchal      | 9           | 0           | 0           | 1           | 0            | 1               | 0               | 0               | 1               | 0               | 0                 | 0                 | 0                 | 0                 | 0                 | 10    | 0           | 0           | 2      | 0            |
| Guido Milán          | 8           | 0           | 0           | 2           | 0            | 1               | 0               | 0               | 1               | 0               | 0                 | 0                 | 0                 | 0                 | 0                 | 9     | 0           | 0           | 3      | 0            |
| Ali Bamba            | 0           | 0           | 0           | 0           | 0            | 2               | 0               | 0               | 1               | 0               | 1                 | 0                 | 0                 | 0                 | 0                 | 3     | 0           | 0           | 1      | 0            |
| Romain Métanire      | 18          | 0           | 2           | 5           | 0            | 1               | 0               | 0               | 0               | 0               | 1                 | 0                 | 0                 | 0                 | 0                 | 20    | 0           | 2           | 5      | 0            |
| Jérémy Choplin       | 19          | 2           | 0           | 2           | 0            | 2               | 0               | 0               | 0               | 0               | 1                 | 0                 | 0                 | 0                 | 0                 | 22    | 2           | 0           | 2      | 0            |
| Michel Lê            | 0           | 0           | 0           | 0           | 0            | 0               | 0               | 0               | 0               | 0               | 0                 | 0                 | 0                 | 0                 | 0                 | 0     | 0           | 0           | 0      | 0            |
| Abdallah N'Dour      | 0           | 0           | 0           | 0           | 0            | 1               | 0               | 0               | 0               | 0               | 0                 | 0                 | 0                 | 0                 | 0                 | 1     | 0           | 0           | 0      | 0            |
| Gaëtan Bussmann      | 19          | 2           | 3           | 2           | 0            | 1               | 0               | 0               | 0               | 0               | 0                 | 0                 | 0                 | 0                 | 0                 | 20    | 2           | 3           | 2      | 0            |
| Daniel O'Shaughnessy | 0           | 0           | 0           | 0           | 0            | 0               | 0               | 0               | 0               | 0               | 0                 | 0                 | 0                 | 0                 | 0                 | 0     | 0           | 0           | 0      | 0            |
| Chris Philipps       | 3           | 0           | 0           | 0           | 0            | 0               | 0               | 0               | 0               | 0               | 0                 | 0                 | 0                 | 0                 | 0                 | 3     | 0           | 0           | 0      | 0            |
| Lancina Karim Konaté | 3           | 0           | 0           | 0           | 0            | 0               | 0               | 0               | 0               | 0               | 0                 | 0                 | 0                 | 0                 | 0                 | 3     | 0           | 0           | 0      | 0            |
| Romain Rocchi        | 17          | 0           | 0           | 3           | 1            | 0               | 0               | 0               | 0               | 0               | 1                 | 0                 | 0                 | 0                 | 0                 | 18    | 0           | 0           | 3      | 1            |
| Bouna Sarr           | 15          | 1           | 5           | 0           | 0            | 1               | 0               | 0               | 0               | 0               | 1                 | 0                 | 0                 | 0                 | 0                 | 17    | 1           | 5           | 0      | 0            |
| Samy Kehli           | 0           | 0           | 0           | 0           | 0            | 0               | 0               | 0               | 0               | 0               | 0                 | 0                 | 0                 | 0                 | 0                 | 0     | 0           | 0           | 0      | 0            |
| Luciano Teixeira     | 4           | 0           | 0           | 1           | 0            | 2               | 0               | 0               | 1               | 0               | 1                 | 0                 | 0                 | 0                 | 0                 | 7     | 0           | 0           | 2      | 0            |
| Ahmed Kashi          | 17          | 0           | 0           | 6           | 0            | 0               | 0               | 0               | 0               | 0               | 1                 | 0                 | 0                 | 0                 | 0                 | 18    | 0           | 0           | 6      | 0            |
| Kevin Lejeune        | 19          | 3           | 7           | 4           | 0            | 1               | 0               | 0               | 0               | 0               | 0                 | 0                 | 0                 | 0                 | 0                 | 20    | 3           | 7           | 4      | 0            |
| Yeni N'Gbakoto       | 18          | 7           | 2           | 0           | 0            | 1               | 0               | 0               | 0               | 0               | 1                 | 0                 | 0                 | 0                 | 0                 | 20    | 7           | 2           | 0      | 0            |
| Mayoro N'Doye Baye   | 5           | 0           | 0           | 0           | 0            | 1               | 0               | 0               | 0               | 0               | 1                 | 0                 | 0                 | 0                 | 0                 | 7     | 0           | 0           | 0      | 0            |
| Sadiq Saliu Popoola  | 0           | 0           | 0           | 0           | 0            | 2               | 0               | 0               | 0               | 0               | 0                 | 0                 | 0                 | 0                 | 0                 | 2     | 0           | 0           | 0      | 0            |
| Fadil Sido           | 0           | 0           | 0           | 0           | 0            | 0               | 0               | 0               | 0               | 0               | 0                 | 0                 | 0                 | 0                 | 0                 | 0     | 0           | 0           | 0      | 0            |
| Alhassane Keita      | 0           | 0           | 0           | 0           | 0            | 0               | 0               | 0               | 0               | 0               | 0                 | 0                 | 0                 | 0                 | 0                 | 0     | 0           | 0           | 0      | 0            |
| Thibaut Bourgeois    | 9           | 0           | 0           | 0           | 0            | 1               | 0               | 0               | 0               | 0               | 1                 | 0                 | 0                 | 0                 | 0                 | 11    | 0           | 0           | 0      | 0            |
| Moussa Gueye         | 2           | 0           | 0           | 0           | 0            | 1               | 0               | 0               | 0               | 0               | 0                 | 0                 | 0                 | 0                 | 0                 | 3     | 0           | 0           | 0      | 0            |
| Diafra Sakho         | 18          | 12          | 1           | 6           | 0            | 0               | 0               | 0               | 0               | 0               | 1                 | 0                 | 0                 | 0                 | 0                 | 19    | 12          | 1           | 6      | 0            |
| Yves Angani          | 0           | 0           | 0           | 0           | 0            | 1               | 0               | 0               | 0               | 0               | 0                 | 0                 | 0                 | 0                 | 0                 | 1     | 0           | 0           | 0      | 0            |
| Kwame Nsor           | 10          | 3           | 0           | 3           | 0            | 2               | 0               | 0               | 0               | 0               | 0                 | 0                 | 0                 | 0                 | 0                 | 12    | 3           | 0           | 3      | 0            |
| Maxwell Cornet       | 5           | 0           | 0           | 0           | 0            | 1               | 0               | 0               | 0               | 0               | 1                 | 0                 | 0                 | 0                 | 0                 | 7     | 0           | 0           | 0      | 0            |
| Nicolas Fauvergue    | 17          | 3           | 1           | 0           | 0            | 1               | 1               | 0               | 0               | 0               | 0                 | 0                 | 0                 | 0                 | 0                 | 18    | 4           | 1           | 0      | 0            |

### Équipe-type
Équipe-type réalisée à l'aide des étoiles et des formations données tout au long de la saison par France Football.
Meilleur joueur élu à l'aide des étoiles et des formations données tout au long de la saison par France Football : Diafra Sakho.

## Saison

### Championnat

#### Classement final
| Rang | Équipe               | Pts | J  | G  | N | P  | Bp | Bc | Diff |
| ---- | -------------------- | --- | -- | -- | - | -- | -- | -- | ---- |
| 1    | FC Metz              | 39  | 18 | 12 | 3 | 3  | 31 | 14 | +17  |
| 2    | Angers SCO           | 32  | 18 | 9  | 5 | 4  | 27 | 20 | +7   |
| 3    | RC Lens              | 32  | 18 | 9  | 5 | 4  | 27 | 22 | +5   |
| 4    | AS Nancy-Lorraine    | 30  | 18 | 8  | 6 | 4  | 21 | 18 | +3   |
| 5    | Tours FC             | 29  | 18 | 8  | 5 | 5  | 32 | 26 | +6   |
| 6    | Clermont Foot        | 28  | 18 | 7  | 7 | 4  | 18 | 14 | +4   |
| 7    | Dijon FCO            | 28  | 18 | 7  | 7 | 4  | 18 | 17 | +1   |
| 8    | Stade Malherbe Caen  | 27  | 18 | 8  | 3 | 7  | 34 | 23 | +11  |
| 9    | AC Arles-Avignon     | 25  | 18 | 6  | 7 | 5  | 14 | 12 | +2   |
| 10   | ESTAC Troyes         | 24  | 18 | 7  | 3 | 8  | 29 | 20 | +9   |
| 11   | AJ Auxerre           | 24  | 18 | 6  | 6 | 6  | 19 | 20 | -1   |
| 12   | Le Havre AC          | 23  | 18 | 5  | 8 | 5  | 22 | 18 | +4   |
| 13   | Chamois Niortais     | 23  | 18 | 5  | 8 | 5  | 20 | 14 | +6   |
| 14   | US Créteil-Lusitanos | 22  | 18 | 5  | 7 | 6  | 23 | 31 | -8   |
| 15   | Stade Brestois       | 19  | 18 | 4  | 7 | 7  | 16 | 19 | -3   |
| 16   | Stade Lavallois      | 19  | 18 | 5  | 4 | 9  | 22 | 26 | -4   |
| 17   | LB Châteauroux       | 19  | 18 | 5  | 4 | 9  | 22 | 29 | -7   |
| 18   | FC Istres OP         | 17  | 18 | 4  | 5 | 9  | 21 | 32 | -11  |
| 19   | Nîmes Olympique      | 15  | 18 | 3  | 6 | 9  | 21 | 29 | -8   |
| 20   | CA Bastia            | 9   | 18 | 1  | 6 | 11 | 8  | 31 | -23  |

Légende
  Clubs promus
 Clubs relégués

#### Les matchs
| 1re journée       | FC Metz             | 1 - 0   | Stade Lavallois |                                                                                 |                                                                                 |
| 2 août 2013 20h00 | Gaëtan Bussmann 90e | (0 - 0) |                 | Stade Saint-Symphorien, Metz Spectateurs : 11 148 Arbitrage : Hakim Ben El Hadj | Stade Saint-Symphorien, Metz Spectateurs : 11 148 Arbitrage : Hakim Ben El Hadj |
| 2 août 2013 20h00 | (rapport)           |         |                 | Stade Saint-Symphorien, Metz Spectateurs : 11 148 Arbitrage : Hakim Ben El Hadj | Stade Saint-Symphorien, Metz Spectateurs : 11 148 Arbitrage : Hakim Ben El Hadj |

| 2e journée        | US Créteil-Lusitanos                          | 3 - 2   | FC Metz              |                                                                                    |                                                                                    |
| 9 août 2013 20h00 | Faneva Andriatsima 29e · Cheikh Ndoye 48e 88e | (1 - 1) | Diafra Sakho 41e 71e | Stade Dominique-Duvauchelle, Créteil Spectateurs : 2 288 Arbitrage : William Lavis | Stade Dominique-Duvauchelle, Créteil Spectateurs : 2 288 Arbitrage : William Lavis |
| 9 août 2013 20h00 | (rapport)                                     |         |                      | Stade Dominique-Duvauchelle, Créteil Spectateurs : 2 288 Arbitrage : William Lavis | Stade Dominique-Duvauchelle, Créteil Spectateurs : 2 288 Arbitrage : William Lavis |

| 3e journée         | FC Metz          | 1 - 0   | AC Arles-Avignon |                                                                                  |                                                                                  |
| 16 août 2013 20h00 | Diafra Sakho 30e | (1 - 0) |                  | Stade Saint-Symphorien, Metz Spectateurs : 10 853 Arbitrage : Christian Guillard | Stade Saint-Symphorien, Metz Spectateurs : 10 853 Arbitrage : Christian Guillard |
| 16 août 2013 20h00 | (rapport)        |         |                  | Stade Saint-Symphorien, Metz Spectateurs : 10 853 Arbitrage : Christian Guillard | Stade Saint-Symphorien, Metz Spectateurs : 10 853 Arbitrage : Christian Guillard |

| 4e journée         | FC Metz                 | 1 - 1   | Chamois Niortais  |                                                                                |                                                                                |
| 23 août 2013 20h00 | Diafra Sakho 50e (pen.) | (0 - 0) | Emiliano Sala 90e | Stade Saint-Symphorien, Metz Spectateurs : 10 637 Arbitrage : Yohann Rouinsard | Stade Saint-Symphorien, Metz Spectateurs : 10 637 Arbitrage : Yohann Rouinsard |
| 23 août 2013 20h00 | (rapport)               |         |                   | Stade Saint-Symphorien, Metz Spectateurs : 10 637 Arbitrage : Yohann Rouinsard | Stade Saint-Symphorien, Metz Spectateurs : 10 637 Arbitrage : Yohann Rouinsard |

| 5e journée             | Stade Malherbe Caen | 0 - 2   | FC Metz                                  |                                                                             |                                                                             |
| 2 septembre 2013 20h30 |                     | (0 - 0) | Nicolas Fauvergue 75e · Diafra Sakho 89e | Stade Michel-d'Ornano, Caen Spectateurs : 8 132 Arbitrage : Lionel Jaffredo | Stade Michel-d'Ornano, Caen Spectateurs : 8 132 Arbitrage : Lionel Jaffredo |
| 2 septembre 2013 20h30 | (rapport)           |         |                                          | Stade Michel-d'Ornano, Caen Spectateurs : 8 132 Arbitrage : Lionel Jaffredo | Stade Michel-d'Ornano, Caen Spectateurs : 8 132 Arbitrage : Lionel Jaffredo |

| 6e journée              | FC Metz                                    | 2 - 2   | Nîmes Olympique                     |                                                                             |                                                                             |
| 13 septembre 2013 20h00 | Yeni N'Gbakoto 12e · Nicolas Fauvergue 90e | (1 - 0) | Aurélien Boche 58e · Riad Nouri 78e | Stade Saint-Symphorien, Metz Spectateurs : 8 637 Arbitrage : Olivier Husset | Stade Saint-Symphorien, Metz Spectateurs : 8 637 Arbitrage : Olivier Husset |
| 13 septembre 2013 20h00 | (rapport)                                  |         |                                     | Stade Saint-Symphorien, Metz Spectateurs : 8 637 Arbitrage : Olivier Husset | Stade Saint-Symphorien, Metz Spectateurs : 8 637 Arbitrage : Olivier Husset |

| 7e journée              | Clermont Foot | 0 - 0   | FC Metz |                                                                                            |                                                                                            |
| 20 septembre 2013 20h00 |               | (0 - 0) |         | Stade Gabriel-Montpied, Clermont-Ferrand Spectateurs : 3 292 Arbitrage : Sébastien Moreira | Stade Gabriel-Montpied, Clermont-Ferrand Spectateurs : 3 292 Arbitrage : Sébastien Moreira |
| 20 septembre 2013 20h00 | (rapport)     |         |         | Stade Gabriel-Montpied, Clermont-Ferrand Spectateurs : 3 292 Arbitrage : Sébastien Moreira | Stade Gabriel-Montpied, Clermont-Ferrand Spectateurs : 3 292 Arbitrage : Sébastien Moreira |

| 8e journée              | FC Metz                                             | 3 - 0   | AS Nancy-Lorraine |                                                                             |                                                                             |
| 24 septembre 2013 20h55 | Yeni N'Gbakoto 6e · Bouna Sarr 84e · Kwame Nsor 86e | (1 - 0) |                   | Stade Saint-Symphorien, Metz Spectateurs : 23 506 Arbitrage : Benoît Millot | Stade Saint-Symphorien, Metz Spectateurs : 23 506 Arbitrage : Benoît Millot |
| 24 septembre 2013 20h55 | (rapport)                                           |         |                   | Stade Saint-Symphorien, Metz Spectateurs : 23 506 Arbitrage : Benoît Millot | Stade Saint-Symphorien, Metz Spectateurs : 23 506 Arbitrage : Benoît Millot |

| 9e journée              | RC Lens                                                             | 3 - 2   | FC Metz                             |                                                                       |                                                                       |
| 30 septembre 2013 20h45 | Yoann Touzghar 37e · Jean-Philippe Gbamin 49e · Pablo Chavarría 70e | (1 - 1) | Diafra Sakho 8e · Kevin Lejeune 62e | Stade Bollaert, Lens Spectateurs : 25 283 Arbitrage : Laurent Duhamel | Stade Bollaert, Lens Spectateurs : 25 283 Arbitrage : Laurent Duhamel |
| 30 septembre 2013 20h45 | (rapport)                                                           |         |                                     | Stade Bollaert, Lens Spectateurs : 25 283 Arbitrage : Laurent Duhamel | Stade Bollaert, Lens Spectateurs : 25 283 Arbitrage : Laurent Duhamel |

| 10e journée          | FC Metz        | 1 - 0   | LB Châteauroux |                                                                             |                                                                             |
| 4 octobre 2013 20h00 | Kwame Nsor 59e | (0 - 0) |                | Stade Saint-Symphorien, Metz Spectateurs : 9 974 Arbitrage : Didier Falcone | Stade Saint-Symphorien, Metz Spectateurs : 9 974 Arbitrage : Didier Falcone |
| 4 octobre 2013 20h00 | (rapport)      |         |                | Stade Saint-Symphorien, Metz Spectateurs : 9 974 Arbitrage : Didier Falcone | Stade Saint-Symphorien, Metz Spectateurs : 9 974 Arbitrage : Didier Falcone |

| 11e journée           | Stade Brestois   | 0 - 3   | FC Metz                                           |                                                                                |                                                                                |
| 21 octobre 2013 20h30 | Bruno Grougi 76e | (0 - 2) | Jérémy Choplin 12e · Kevin Lejeune 45e (pen.) 75e | Stade Francis-Le Blé, Brest Spectateurs : 7 921 Arbitrage : Christian Guillard | Stade Francis-Le Blé, Brest Spectateurs : 7 921 Arbitrage : Christian Guillard |
| 21 octobre 2013 20h30 | (rapport)        |         |                                                   | Stade Francis-Le Blé, Brest Spectateurs : 7 921 Arbitrage : Christian Guillard | Stade Francis-Le Blé, Brest Spectateurs : 7 921 Arbitrage : Christian Guillard |

| 12e journée           | FC Metz          | 1 - 0   | Angers SCO |                                                                                 |                                                                                 |
| 25 octobre 2013 20h00 | Diafra Sakho 66e | (0 - 0) |            | Stade Saint-Symphorien, Metz Spectateurs : 18 139 Arbitrage : Bartolomeu Varela | Stade Saint-Symphorien, Metz Spectateurs : 18 139 Arbitrage : Bartolomeu Varela |
| 25 octobre 2013 20h00 | (rapport)        |         |            | Stade Saint-Symphorien, Metz Spectateurs : 18 139 Arbitrage : Bartolomeu Varela | Stade Saint-Symphorien, Metz Spectateurs : 18 139 Arbitrage : Bartolomeu Varela |

| 13e journée             | FC Istres OP           | 1 - 2   | FC Metz                                  |                                                                              |                                                                              |
| 1er novembre 2013 20h00 | Geoffrey Malfleury 59e | (0 - 1) | Yeni N'Gbakoto 41e · Gaëtan Bussmann 55e | Stade Parsemain, Fos-sur-Mer Spectateurs : 2 664 Arbitrage : Stéphane Jochem | Stade Parsemain, Fos-sur-Mer Spectateurs : 2 664 Arbitrage : Stéphane Jochem |
| 1er novembre 2013 20h00 | (rapport)              |         |                                          | Stade Parsemain, Fos-sur-Mer Spectateurs : 2 664 Arbitrage : Stéphane Jochem | Stade Parsemain, Fos-sur-Mer Spectateurs : 2 664 Arbitrage : Stéphane Jochem |

| 14e journée           | FC Metz                               | 2 - 0   | Dijon FCO |                                                                                     |                                                                                     |
| 9 novembre 2013 14h00 | Diafra Sakho 10e · Yeni N'Gbakoto 25e | (2 - 0) |           | Stade Saint-Symphorien, Metz Spectateurs : 12 801 Arbitrage : Jean-Charles Cailleux | Stade Saint-Symphorien, Metz Spectateurs : 12 801 Arbitrage : Jean-Charles Cailleux |
| 9 novembre 2013 14h00 | (rapport)                             |         |           | Stade Saint-Symphorien, Metz Spectateurs : 12 801 Arbitrage : Jean-Charles Cailleux | Stade Saint-Symphorien, Metz Spectateurs : 12 801 Arbitrage : Jean-Charles Cailleux |

| 15e journée            | CA Bastia | 0 - 2   | FC Metz                             |                                                                           |                                                                           |
| 22 novembre 2013 20h00 |           | (0 - 0) | Kwame Nsor 50e · Yeni N'Gbakoto 57e | Stade Armand-Cesari, Bastia Spectateurs : 1 318 Arbitrage : Fredy Fautrel | Stade Armand-Cesari, Bastia Spectateurs : 1 318 Arbitrage : Fredy Fautrel |
| 22 novembre 2013 20h00 | (rapport) |         |                                     | Stade Armand-Cesari, Bastia Spectateurs : 1 318 Arbitrage : Fredy Fautrel | Stade Armand-Cesari, Bastia Spectateurs : 1 318 Arbitrage : Fredy Fautrel |

| 16e journée           | FC Metz                                      | 3 - 0   | AJ Auxerre |                                                                                |                                                                                |
| 2 décembre 2013 20h30 | Diafra Sakho 48e 68e · Nicolas Fauvergue 50e | (0 - 0) |            | Stade Saint-Symphorien, Metz Spectateurs : 11 444 Arbitrage : Yohann Rouinsard | Stade Saint-Symphorien, Metz Spectateurs : 11 444 Arbitrage : Yohann Rouinsard |
| 2 décembre 2013 20h30 | (rapport)                                    |         |            | Stade Saint-Symphorien, Metz Spectateurs : 11 444 Arbitrage : Yohann Rouinsard | Stade Saint-Symphorien, Metz Spectateurs : 11 444 Arbitrage : Yohann Rouinsard |

| 17e journée            | Tours FC                                                                        | 4 - 2   | FC Metz                              |                                                                                 |                                                                                 |
| 13 décembre 2013 20h00 | Billy Ketkeophomphone 18e 89e · Baptiste Santamaria 19e · Christian Kouakou 87e | (2 - 1) | Diafra Sakho 3e · Jérémy Choplin 57e | Stade de la Vallée du Cher, Tours Spectateurs : 6 230 Arbitrage : Fredy Fautrel | Stade de la Vallée du Cher, Tours Spectateurs : 6 230 Arbitrage : Fredy Fautrel |
| 13 décembre 2013 20h00 | (rapport)                                                                       |         |                                      | Stade de la Vallée du Cher, Tours Spectateurs : 6 230 Arbitrage : Fredy Fautrel | Stade de la Vallée du Cher, Tours Spectateurs : 6 230 Arbitrage : Fredy Fautrel |

| 18e journée            | FC Metz                              | 1 - 0   | ESTAC Troyes |                                                                            |                                                                            |
| 21 décembre 2013 14h00 | Diafra Sakho 36e · Romain Rocchi 90e | (1 - 0) |              | Stade Saint-Symphorien, Metz Spectateurs : 12 913 Arbitrage : Tony Chapron | Stade Saint-Symphorien, Metz Spectateurs : 12 913 Arbitrage : Tony Chapron |
| 21 décembre 2013 14h00 | (rapport)                            |         |              | Stade Saint-Symphorien, Metz Spectateurs : 12 913 Arbitrage : Tony Chapron | Stade Saint-Symphorien, Metz Spectateurs : 12 913 Arbitrage : Tony Chapron |

| 19e journée           | Le Havre AC                                               | 2 - 2   | FC Metz                |                                                                      |                                                                      |
| 10 janvier 2014 20h00 | Romain Saïss 33e · Cyriaque Louvion 72e · Distel Zola 65e | (1 - 1) | Yeni N'Gbakoto 45e 80e | Stade Océane, Le Havre Spectateurs : 7 851 Arbitrage : Olivier Thual | Stade Océane, Le Havre Spectateurs : 7 851 Arbitrage : Olivier Thual |
| 10 janvier 2014 20h00 | (rapport)                                                 |         |                        | Stade Océane, Le Havre Spectateurs : 7 851 Arbitrage : Olivier Thual | Stade Océane, Le Havre Spectateurs : 7 851 Arbitrage : Olivier Thual |

| 20e journée |  | - |  |  |  |
|             |  |   |  |  |  |

| 21e journée |  | - |  |  |  |
|             |  |   |  |  |  |

| 22e journée |  | - |  |  |  |
|             |  |   |  |  |  |

| 23e journée |  | - |  |  |  |
|             |  |   |  |  |  |

| 24e journée |  | - |  |  |  |
|             |  |   |  |  |  |

| 25e journée |  | - |  |  |  |
|             |  |   |  |  |  |

| 26e journée |  | - |  |  |  |
|             |  |   |  |  |  |

| 27e journée |  | - |  |  |  |
|             |  |   |  |  |  |

| 28e journée |  | - |  |  |  |
|             |  |   |  |  |  |

| 29e journée |  | - |  |  |  |
|             |  |   |  |  |  |

| 30e journée |  | - |  |  |  |
|             |  |   |  |  |  |

| 31e journée |  | - |  |  |  |
|             |  |   |  |  |  |

| 32e journée |  | - |  |  |  |
|             |  |   |  |  |  |

| 33e journée |  | - |  |  |  |
|             |  |   |  |  |  |

| 34e journée |  | - |  |  |  |
|             |  |   |  |  |  |

| 35e journée |  | - |  |  |  |
|             |  |   |  |  |  |

| 36e journée |  | - |  |  |  |
|             |  |   |  |  |  |

| 37e journée |  | - |  |  |  |
|             |  |   |  |  |  |

| 38e journée |  | - |  |  |  |
|             |  |   |  |  |  |

### Coupe de France
Cette saison, on ne peut pas dire que les coupes soient à la réussite. En Coupe de France, contre une petite équipe d'Amnéville, le club grenat l'emporte aux tirs au but, et au tour suivant, il se fait éliminer par Créteil en alignant une équipe bis. Le FC Metz ne verra pas les 32e.

#### Tableau final
|  | Quarts de finale               | Quarts de finale               | Quarts de finale               | Quarts de finale               |   |   | Demi-finales                   | Demi-finales                   | Demi-finales                   | Demi-finales                   |  |  | Finale                            | Finale                            | Finale                            | Finale                            |
|  |                                |                                |                                |                                |   |   |                                |                                |                                |                                |  |  |                                   |                                   |                                   |                                   |
|  | ?? mois ???? ??h??, Stade ???? | ?? mois ???? ??h??, Stade ???? | ?? mois ???? ??h??, Stade ???? | ?? mois ???? ??h??, Stade ???? |   |   | ?? mois ???? ??h??, Stade ???? | ?? mois ???? ??h??, Stade ???? | ?? mois ???? ??h??, Stade ???? | ?? mois ???? ??h??, Stade ???? |  |  | 3 mai 2013 ??h??, Stade de France | 3 mai 2013 ??h??, Stade de France | 3 mai 2013 ??h??, Stade de France | 3 mai 2013 ??h??, Stade de France |
|  | ?? mois ???? ??h??, Stade ???? | ?? mois ???? ??h??, Stade ???? | ?? mois ???? ??h??, Stade ???? | ?? mois ???? ??h??, Stade ???? |   |   | ?? mois ???? ??h??, Stade ???? | ?? mois ???? ??h??, Stade ???? | ?? mois ???? ??h??, Stade ???? | ?? mois ???? ??h??, Stade ???? |  |  | 3 mai 2013 ??h??, Stade de France | 3 mai 2013 ??h??, Stade de France | 3 mai 2013 ??h??, Stade de France | 3 mai 2013 ??h??, Stade de France |
|  | ?                              | ?                              | 0                              | 0                              |   |   | ?? mois ???? ??h??, Stade ???? | ?? mois ???? ??h??, Stade ???? | ?? mois ???? ??h??, Stade ???? | ?? mois ???? ??h??, Stade ???? |  |  | 3 mai 2013 ??h??, Stade de France | 3 mai 2013 ??h??, Stade de France | 3 mai 2013 ??h??, Stade de France | 3 mai 2013 ??h??, Stade de France |
|  | ?                              | ?                              | 0                              | 0                              |   |   | ?? mois ???? ??h??, Stade ???? | ?? mois ???? ??h??, Stade ???? | ?? mois ???? ??h??, Stade ???? | ?? mois ???? ??h??, Stade ???? |  |  | 3 mai 2013 ??h??, Stade de France | 3 mai 2013 ??h??, Stade de France | 3 mai 2013 ??h??, Stade de France | 3 mai 2013 ??h??, Stade de France |
|  | ?                              | ?                              | 0                              | 0                              |   |   | ?? mois ???? ??h??, Stade ???? | ?? mois ???? ??h??, Stade ???? | ?? mois ???? ??h??, Stade ???? | ?? mois ???? ??h??, Stade ???? |  |  | 3 mai 2013 ??h??, Stade de France | 3 mai 2013 ??h??, Stade de France | 3 mai 2013 ??h??, Stade de France | 3 mai 2013 ??h??, Stade de France |
|  | ?                              | ?                              | 0                              | 0                              | ? | ? | 0                              | 0                              |                                |                                |  |  | 3 mai 2013 ??h??, Stade de France | 3 mai 2013 ??h??, Stade de France | 3 mai 2013 ??h??, Stade de France | 3 mai 2013 ??h??, Stade de France |
|  | ?? mois ???? ??h??, Stade ???? |                                |                                |                                | ? | ? | 0                              | 0                              |                                |                                |  |  | 3 mai 2013 ??h??, Stade de France | 3 mai 2013 ??h??, Stade de France | 3 mai 2013 ??h??, Stade de France | 3 mai 2013 ??h??, Stade de France |
|  |                                |                                | ?                              | ?                              | 0 | 0 |                                |                                |                                |                                |  |  | 3 mai 2013 ??h??, Stade de France | 3 mai 2013 ??h??, Stade de France | 3 mai 2013 ??h??, Stade de France | 3 mai 2013 ??h??, Stade de France |
|  | ?                              | ?                              | ?                              | ?                              | 0 | 0 | 0                              | 0                              |                                |                                |  |  | 3 mai 2013 ??h??, Stade de France | 3 mai 2013 ??h??, Stade de France | 3 mai 2013 ??h??, Stade de France | 3 mai 2013 ??h??, Stade de France |
|  | ?                              | ?                              | ?? mois ???? ??h??, Stade ???? |                                |   |   | 0                              | 0                              |                                |                                |  |  | 3 mai 2013 ??h??, Stade de France | 3 mai 2013 ??h??, Stade de France | 3 mai 2013 ??h??, Stade de France | 3 mai 2013 ??h??, Stade de France |
|  | ?                              | ?                              | 0                              | 0                              |   |   |                                |                                |                                |                                |  |  | 3 mai 2013 ??h??, Stade de France | 3 mai 2013 ??h??, Stade de France | 3 mai 2013 ??h??, Stade de France | 3 mai 2013 ??h??, Stade de France |
|  | ?                              | ?                              | 0                              | 0                              | ? | ? | 0                              | 0                              |                                |                                |  |  |                                   |                                   |                                   |                                   |
|  | ?? mois ???? ??h??, Stade ???? |                                |                                |                                | ? | ? | 0                              | 0                              |                                |                                |  |  |                                   |                                   |                                   |                                   |
|  |                                |                                | ?                              | ?                              | 0 | 0 |                                |                                |                                |                                |  |  |                                   |                                   |                                   |                                   |
|  | ?                              | ?                              | ?                              | ?                              | 0 | 0 | 0                              | 0                              |                                |                                |  |  |                                   |                                   |                                   |                                   |
|  | ?                              | ?                              |                                |                                |   |   |                                |                                |                                |                                |  |  |                                   |                                   |                                   |                                   |
|  | ?                              | ?                              | 0                              | 0                              |   |   |                                |                                |                                |                                |  |  |                                   |                                   |                                   |                                   |
|  | ?                              | ?                              | 0                              | 0                              | ? | ? | 0                              | 0                              |                                |                                |  |  |                                   |                                   |                                   |                                   |
|  | ?? mois ???? ??h??, Stade ???? |                                |                                |                                | ? | ? | 0                              | 0                              |                                |                                |  |  |                                   |                                   |                                   |                                   |
|  |                                |                                | ?                              | ?                              | 0 | 0 |                                |                                |                                |                                |  |  |                                   |                                   |                                   |                                   |
|  | ?                              | ?                              | ?                              | ?                              | 0 | 0 | 0                              | 0                              |                                |                                |  |  |                                   |                                   |                                   |                                   |
|  | ?                              | ?                              |                                |                                |   |   |                                | 0                              |                                |                                |  |  |                                   |                                   |                                   |                                   |
|  | ?                              | ?                              | 0                              | 0                              |   |   |                                |                                |                                |                                |  |  |                                   |                                   |                                   |                                   |
|  | ?                              | ?                              | 0                              | 0                              |   |   |                                |                                |                                |                                |  |  |                                   |                                   |                                   |                                   |
|  |                                |                                |                                |                                |   |   |                                |                                |                                |                                |  |  |                                   |                                   |                                   |                                   |

#### Les matchs
| 7e tour                | CSO Amnéville      | 1 - 1 (4-5) | FC Metz               |                                                                             |                                                                             |
| 17 novembre 2013 16h00 | Jonathan Jäger 17e | (1 - 0)     | Nicolas Fauvergue 49e | Stade Municipal d'Amnéville Spectateurs : 3 500 Arbitrage : Frank Schneider | Stade Municipal d'Amnéville Spectateurs : 3 500 Arbitrage : Frank Schneider |
| 17 novembre 2013 16h00 | (rapport)          |             |                       | Stade Municipal d'Amnéville Spectateurs : 3 500 Arbitrage : Frank Schneider | Stade Municipal d'Amnéville Spectateurs : 3 500 Arbitrage : Frank Schneider |

| 8e tour               | US Créteil-Lusitanos   | 1 - 0   | FC Metz |                                                                                        |                                                                                        |
| 9 décembre 2013 20h30 | Bamba Diarrassouba 70e | (0 - 0) |         | Stade Dominique-Duvauchelle, Créteil Spectateurs : 1 500 Arbitrage : Sébastien Moreira | Stade Dominique-Duvauchelle, Créteil Spectateurs : 1 500 Arbitrage : Sébastien Moreira |
| 9 décembre 2013 20h30 | (rapport)              |         |         | Stade Dominique-Duvauchelle, Créteil Spectateurs : 1 500 Arbitrage : Sébastien Moreira | Stade Dominique-Duvauchelle, Créteil Spectateurs : 1 500 Arbitrage : Sébastien Moreira |

### Coupe de la Ligue
Le FC Metz se fait éliminer au premier tour, par Caen, sur le score de deux buts à zéro. 

#### Tableau final
|  | Quarts de finale                                   | Quarts de finale                                   | Quarts de finale                                   | Quarts de finale                                   |   |   | Demi-finales                   | Demi-finales                   | Demi-finales                   | Demi-finales                   |  |  | Finale                               | Finale                               | Finale                               | Finale                               |
|  |                                                    |                                                    |                                                    |                                                    |   |   |                                |                                |                                |                                |  |  |                                      |                                      |                                      |                                      |
|  | 14 janvier 2014 21h00, Stade Jacques-Chaban-Delmas | 14 janvier 2014 21h00, Stade Jacques-Chaban-Delmas | 14 janvier 2014 21h00, Stade Jacques-Chaban-Delmas | 14 janvier 2014 21h00, Stade Jacques-Chaban-Delmas |   |   | ?? mois ???? ??h??, Stade ???? | ?? mois ???? ??h??, Stade ???? | ?? mois ???? ??h??, Stade ???? | ?? mois ???? ??h??, Stade ???? |  |  | 19 avril 2013 ??h??, Stade de France | 19 avril 2013 ??h??, Stade de France | 19 avril 2013 ??h??, Stade de France | 19 avril 2013 ??h??, Stade de France |
|  | 14 janvier 2014 21h00, Stade Jacques-Chaban-Delmas | 14 janvier 2014 21h00, Stade Jacques-Chaban-Delmas | 14 janvier 2014 21h00, Stade Jacques-Chaban-Delmas | 14 janvier 2014 21h00, Stade Jacques-Chaban-Delmas |   |   | ?? mois ???? ??h??, Stade ???? | ?? mois ???? ??h??, Stade ???? | ?? mois ???? ??h??, Stade ???? | ?? mois ???? ??h??, Stade ???? |  |  | 19 avril 2013 ??h??, Stade de France | 19 avril 2013 ??h??, Stade de France | 19 avril 2013 ??h??, Stade de France | 19 avril 2013 ??h??, Stade de France |
|  | Girondins de Bordeaux                              | Girondins de Bordeaux                              | 0                                                  | 0                                                  |   |   | ?? mois ???? ??h??, Stade ???? | ?? mois ???? ??h??, Stade ???? | ?? mois ???? ??h??, Stade ???? | ?? mois ???? ??h??, Stade ???? |  |  | 19 avril 2013 ??h??, Stade de France | 19 avril 2013 ??h??, Stade de France | 19 avril 2013 ??h??, Stade de France | 19 avril 2013 ??h??, Stade de France |
|  | Girondins de Bordeaux                              | Girondins de Bordeaux                              | 0                                                  | 0                                                  |   |   | ?? mois ???? ??h??, Stade ???? | ?? mois ???? ??h??, Stade ???? | ?? mois ???? ??h??, Stade ???? | ?? mois ???? ??h??, Stade ???? |  |  | 19 avril 2013 ??h??, Stade de France | 19 avril 2013 ??h??, Stade de France | 19 avril 2013 ??h??, Stade de France | 19 avril 2013 ??h??, Stade de France |
|  | Paris Saint-Germain                                | Paris Saint-Germain                                | 0                                                  | 0                                                  |   |   | ?? mois ???? ??h??, Stade ???? | ?? mois ???? ??h??, Stade ???? | ?? mois ???? ??h??, Stade ???? | ?? mois ???? ??h??, Stade ???? |  |  | 19 avril 2013 ??h??, Stade de France | 19 avril 2013 ??h??, Stade de France | 19 avril 2013 ??h??, Stade de France | 19 avril 2013 ??h??, Stade de France |
|  | Paris Saint-Germain                                | Paris Saint-Germain                                | 0                                                  | 0                                                  | ? | ? | 0                              | 0                              |                                |                                |  |  | 19 avril 2013 ??h??, Stade de France | 19 avril 2013 ??h??, Stade de France | 19 avril 2013 ??h??, Stade de France | 19 avril 2013 ??h??, Stade de France |
|  | 15 janvier 2014 18h45, Stade de la Beaujoire       |                                                    |                                                    |                                                    | ? | ? | 0                              | 0                              |                                |                                |  |  | 19 avril 2013 ??h??, Stade de France | 19 avril 2013 ??h??, Stade de France | 19 avril 2013 ??h??, Stade de France | 19 avril 2013 ??h??, Stade de France |
|  |                                                    |                                                    | ?                                                  | ?                                                  | 0 | 0 |                                |                                |                                |                                |  |  | 19 avril 2013 ??h??, Stade de France | 19 avril 2013 ??h??, Stade de France | 19 avril 2013 ??h??, Stade de France | 19 avril 2013 ??h??, Stade de France |
|  | FC Nantes                                          | FC Nantes                                          | ?                                                  | ?                                                  | 0 | 0 | 0                              | 0                              |                                |                                |  |  | 19 avril 2013 ??h??, Stade de France | 19 avril 2013 ??h??, Stade de France | 19 avril 2013 ??h??, Stade de France | 19 avril 2013 ??h??, Stade de France |
|  | FC Nantes                                          | FC Nantes                                          | ?? mois ???? ??h??, Stade ????                     |                                                    |   |   | 0                              | 0                              |                                |                                |  |  | 19 avril 2013 ??h??, Stade de France | 19 avril 2013 ??h??, Stade de France | 19 avril 2013 ??h??, Stade de France | 19 avril 2013 ??h??, Stade de France |
|  | OGC Nice                                           | OGC Nice                                           | 0                                                  | 0                                                  |   |   |                                |                                |                                |                                |  |  | 19 avril 2013 ??h??, Stade de France | 19 avril 2013 ??h??, Stade de France | 19 avril 2013 ??h??, Stade de France | 19 avril 2013 ??h??, Stade de France |
|  | OGC Nice                                           | OGC Nice                                           | 0                                                  | 0                                                  | ? | ? | 0                              | 0                              |                                |                                |  |  |                                      |                                      |                                      |                                      |
|  | 15 janvier 2014 18h45, Stade de l'Aube             |                                                    |                                                    |                                                    | ? | ? | 0                              | 0                              |                                |                                |  |  |                                      |                                      |                                      |                                      |
|  |                                                    |                                                    | ?                                                  | ?                                                  | 0 | 0 |                                |                                |                                |                                |  |  |                                      |                                      |                                      |                                      |
|  | ESTAC Troyes                                       | ESTAC Troyes                                       | ?                                                  | ?                                                  | 0 | 0 | 0                              | 0                              |                                |                                |  |  |                                      |                                      |                                      |                                      |
|  | ESTAC Troyes                                       | ESTAC Troyes                                       |                                                    |                                                    |   |   |                                |                                |                                |                                |  |  |                                      |                                      |                                      |                                      |
|  | Évian TG FC                                        | Évian TG FC                                        | 0                                                  | 0                                                  |   |   |                                |                                |                                |                                |  |  |                                      |                                      |                                      |                                      |
|  | Évian TG FC                                        | Évian TG FC                                        | 0                                                  | 0                                                  | ? | ? | 0                              | 0                              |                                |                                |  |  |                                      |                                      |                                      |                                      |
|  | 15 janvier 2014 20h55, Stade de Gerland            |                                                    |                                                    |                                                    | ? | ? | 0                              | 0                              |                                |                                |  |  |                                      |                                      |                                      |                                      |
|  |                                                    |                                                    | ?                                                  | ?                                                  | 0 | 0 |                                |                                |                                |                                |  |  |                                      |                                      |                                      |                                      |
|  | Olympique Lyonnais                                 | Olympique Lyonnais                                 | ?                                                  | ?                                                  | 0 | 0 | 0                              | 0                              |                                |                                |  |  |                                      |                                      |                                      |                                      |
|  | Olympique Lyonnais                                 | Olympique Lyonnais                                 |                                                    |                                                    |   |   |                                | 0                              |                                |                                |  |  |                                      |                                      |                                      |                                      |
|  | Olympique de Marseille                             | Olympique de Marseille                             | 0                                                  | 0                                                  |   |   |                                |                                |                                |                                |  |  |                                      |                                      |                                      |                                      |
|  | Olympique de Marseille                             | Olympique de Marseille                             | 0                                                  | 0                                                  |   |   |                                |                                |                                |                                |  |  |                                      |                                      |                                      |                                      |
|  |                                                    |                                                    |                                                    |                                                    |   |   |                                |                                |                                |                                |  |  |                                      |                                      |                                      |                                      |

#### Les matchs
| 1er tour          | Stade Malherbe Caen    | 2 - 0   | FC Metz |                                                                              |                                                                              |
| 6 août 2013 20h00 | Jonathan Kodjia 5e 34e | (2 - 0) |         | Stade Michel-d'Ornano, Caen Spectateurs : 5 180 Arbitrage : Alexandre Castro | Stade Michel-d'Ornano, Caen Spectateurs : 5 180 Arbitrage : Alexandre Castro |
| 6 août 2013 20h00 | (rapport)              |         |         | Stade Michel-d'Ornano, Caen Spectateurs : 5 180 Arbitrage : Alexandre Castro | Stade Michel-d'Ornano, Caen Spectateurs : 5 180 Arbitrage : Alexandre Castro |

## Les autres équipes

### La réserve
Pour cette saison 2013-2014, l'équipe réserve du FC Metz évolue en CFA 2 dans le groupe groupe C, après une saison décevante à l'échelon supérieur. L'objectif est de remonter en CFA.

#### Classement final
| Rang | Équipe                 | Pts | J  | G | N | P | Bp | Bc | Diff |
| ---- | ---------------------- | --- | -- | - | - | - | -- | -- | ---- |
| 1    | AS Nancy-Lorraine rés. | 38  | 12 | 8 | 2 | 2 | 32 | 12 | +20  |
| 2    | FC Metz rés.           | 38  | 12 | 8 | 2 | 2 | 23 | 9  | +14  |
| 3    | ESTAC Troyes rés.      | 32  | 10 | 7 | 1 | 2 | 32 | 11 | +21  |
| 4    | CA Pontarlier          | 30  | 10 | 5 | 5 | 0 | 24 | 7  | +17  |
| 5    | FC Saint-Louis Neuweg  | 28  | 12 | 4 | 4 | 4 | 14 | 18 | -4   |
| 6    | SC Schiltigheim        | 28  | 12 | 5 | 1 | 6 | 20 | 21 | -1   |
| 7    | AS Illzach Modenheim   | 27  | 12 | 4 | 3 | 5 | 19 | 21 | -2   |
| 8    | CSO Amnéville          | 25  | 11 | 3 | 5 | 3 | 12 | 13 | -1   |
| 9    | SR Colmar rés.         | 25  | 11 | 4 | 2 | 5 | 17 | 19 | -2   |
| 10   | Sarreguemines AF93     | 24  | 9  | 5 | 0 | 4 | 23 | 21 | +2   |
| 11   | ASC Biesheim           | 20  | 9  | 3 | 2 | 4 | 17 | 15 | +2   |
| 12   | AS Belfort Sud         | 16  | 11 | 1 | 2 | 8 | 5  | 31 | -26  |
| 13   | ES Thaon               | 14  | 9  | 1 | 2 | 6 | 6  | 23 | -17  |
| 14   | FC Morteau-Montlebon   | 14  | 10 | 1 | 1 | 8 | 8  | 31 | -23  |

Légende
  Clubs promus
 Clubs relégués
 rés. Équipes réserves

#### Buteurs
| Joueur               | Nombre de buts |
| -------------------- | -------------- |
| Yves Angani          | 10 buts        |
| Herroine Moukam      | 6 buts         |
| Nicolas Fauvergue    | 6 buts         |
| Moussa Gueye         | 4 buts         |
| Luciano Teixeira     | 3 buts         |
| Maxwell Cornet       | 3 buts         |
| Jérémy Quemener      | 3 buts         |
| Mayoro N'Doye        | 2 buts         |
| Kwamé N'Sor          | 2 buts         |
| Théo Pierrot         | 2 buts         |
| Méderic Deher        | 2 buts         |
| Sadiq Saliu Popoola  | 2 but          |
| Eduardo              | 2 buts         |
| Abdallah N'Dour      | 1 but          |
| Samy Kehli           | 1 but          |
| Chris Philipps       | 1 but          |
| Samba Gueye          | 1 but          |
| Bouna Sarr           | 1 but          |
| Daniel O'Shaughnessy | 1 but          |
| Désiré Segbé Azankpo | 1 but          |

### U19

#### Championnat U19

##### Classement final
| Rang | Équipe            | Pts | J  | G  | N | P  | Bp | Bc | Diff |
| ---- | ----------------- | --- | -- | -- | - | -- | -- | -- | ---- |
| 1    | AS Nancy-Lorraine | 49  | 15 | 11 | 1 | 3  | 37 | 18 | +19  |
| 2    | Stade de Reims    | 48  | 15 | 11 | 0 | 4  | 50 | 26 | +24  |
| 3    | FC Sochaux        | 47  | 15 | 9  | 5 | 1  | 34 | 15 | +19  |
| 4    | FC Metz           | 47  | 15 | 10 | 2 | 3  | 23 | 13 | +10  |
| 5    | AJ Auxerre        | 47  | 15 | 10 | 2 | 3  | 36 | 19 | +17  |
| 6    | Évian TG FC       | 47  | 15 | 10 | 2 | 3  | 48 | 15 | +33  |
| 7    | ESTAC Troyes      | 36  | 15 | 6  | 3 | 6  | 19 | 22 | -3   |
| 8    | Dijon FCO         | 32  | 14 | 5  | 3 | 6  | 25 | 25 | 0    |
| 9    | SA Spinalien      | 30  | 14 | 5  | 1 | 8  | 14 | 20 | -6   |
| 10   | RC Strasbourg     | 25  | 15 | 3  | 1 | 11 | 20 | 28 | -8   |
| 11   | RCS La Chapelle   | 25  | 15 | 3  | 1 | 11 | 11 | 44 | -33  |
| 12   | CS Sedan-Ardennes | 24  | 15 | 2  | 3 | 10 | 15 | 42 | -27  |
| 13   | FC Mulhouse       | 23  | 15 | 2  | 2 | 11 | 11 | 35 | -24  |
| 14   | CA Pontarlier     | 21  | 13 | 2  | 2 | 12 | 12 | 33 | -21  |

Légende
  Qualifié pour le "Tour Final"
 Clubs relégués

#### Coupe Gambarella
| 64e de finale         | CS Sedan Ardennes                               | 2 - 4   | FC Metz                                                         |                                                                      |                                                                      |
| 12 janvier 2014 14h30 | Younès Bouzegzi 87e (pen.) · Hugo Cervantes 92e | (0 - 3) | Joey Millimono 2e · Lucas Toussaint 7e · Maxwell Cornet 38e 82e | Complexe sportif Montvillers 1, Bazeilles Arbitrage : Benoît Houssin | Complexe sportif Montvillers 1, Bazeilles Arbitrage : Benoît Houssin |

#### Buteurs
| Joueur           | Nombre de buts |
| ---------------- | -------------- |
| Joey Millimono   | 6 buts         |
| Vincent Fieck    | 4 buts         |
| Quentin Bur      | 4 buts         |
| Lucas Toussaint  | 4 buts         |
| Bryan Nouvier    | 4 buts         |
| Maxwell Cornet   | 3 buts         |
| Umut Bozok       | 3 buts         |
| Habib Diallo     | 3 buts         |
| Zachary Hadji    | 2 buts         |
| Gauthier Hein    | 2 buts         |
| Guillaume Kremer | 2 buts         |
| Vamara Sanogo    | 2 buts         |
| Remy Lahaye      | 1 but          |
| Matthieu Udol    | 1 but          |
| João Teixeira    | 1 but          |

### U17

#### Championnat U17

##### Classement final
| Rang | Équipe                    | Pts | J  | G  | N | P | Bp | Bc | Diff |
| ---- | ------------------------- | --- | -- | -- | - | - | -- | -- | ---- |
| 1    | FC Metz                   | 47  | 14 | 10 | 3 | 1 | 38 | 11 | +27  |
| 2    | AS Nancy-Lorraine         | 40  | 14 | 7  | 5 | 2 | 25 | 15 | +10  |
| 3    | ESTAC Troyes              | 40  | 14 | 7  | 5 | 2 | 35 | 12 | +23  |
| 4    | FC Mulhouse               | 39  | 14 | 7  | 4 | 3 | 22 | 17 | +5   |
| 5    | US Torcy                  | 38  | 14 | 6  | 6 | 2 | 16 | 8  | +8   |
| 6    | AS Jeunesse Aubervilliers | 33  | 14 | 5  | 4 | 5 | 17 | 23 | -6   |
| 7    | US Chantilly              | 32  | 14 | 4  | 6 | 4 | 20 | 19 | +1   |
| 8    | CSO Amnéville             | 31  | 14 | 5  | 2 | 7 | 18 | 36 | -18  |
| 9    | Stade de Reims            | 31  | 14 | 4  | 5 | 5 | 15 | 16 | -1   |
| 10   | RC Strasbourg             | 30  | 14 | 4  | 4 | 6 | 27 | 19 | +8   |
| 11   | CS Brétigny               | 27  | 14 | 2  | 7 | 5 | 18 | 25 | -7   |
| 12   | CS Sedan-Ardennes         | 23  | 14 | 2  | 3 | 9 | 14 | 27 | -13  |
| 13   | SC Schiltigheim           | 23  | 14 | 2  | 4 | 7 | 10 | 18 | -8   |
| 14   | Chaumont FC               | 21  | 14 | 2  | 2 | 9 | 12 | 41 | -29  |

Légende
  Qualifié pour le "Tour Final"
 Clubs relégués

#### Buteurs
| Joueur            | Nombre de buts |
| ----------------- | -------------- |
| Gauthier Poncelet | 14 buts        |
| Edvin Muratovic   | 10 buts        |
| Thibault Jacquel  | 8 buts         |
| Oumar Gonzalez    | 8 buts         |
| Youssef Maziz     | 7 buts         |
| Alexis Larrière   | 5 buts         |
| kilian Amehi      | 4 buts         |
| Meddhi Meddour    | 4 buts         |
| Lilian Fournier   | 2 buts         |
| Emir Bijelic      | 2 buts         |
| Belmin Muratovic  | 1 but          |
| Chani Westermann  | 1 but          |
| Roman Pierrard    | 1 but          |
| Vahid Selimovic   | 1 but          |